# Stoner Witch
Stoner Witch è il settimo album dei Melvins, pubblicato nel 1994 dalla Atlantic Records.

## Descrizione
Fu il secondo album di un trittico prodotto dalla Atlantic. Come nel precedente Houdini, anche in questo album troviamo canzoni più melodiche, anche se contornate dal suono classico dei Melvins. Tra i pezzi possiamo ricordare Revolve, dal quale fu tratto anche un videoclip, che insieme ai tre pezzi iniziali dell'album formano la parte "orecchiabile" del disco. Da Goose Freight Train in poi, troviamo molte sperimentazioni, e pezzi dalla durata lunga, intervallati da intermezzi di puro hardcore (June Bug).

## Tracce
Testi di Buzz Osborne, musiche di Dale Crover, Mark Deutrom e Buzz Osborne (eccetto dove indicato).
1. Skweetis – 1:12
2. Queen – 3:06 (testo: Dale Crover, Buzz Osborne – musica: Buzz Osborne)
3. Sweet Willy Rollbar – 1:28 (Buzz Osborne)
4. Revolve – 4:44 (testo: Buzz Osborne – musica: Mark Deutrom, Buzz Osborne)
5. Goose Freight Train – 4:38
6. Roadbull – 3:25
7. At The Stake – 7:56
8. Magic Pig Detective – 5:33 (Buzz Osborne)
9. Shevil – 6:29 (Buzz Osborne)
10. June Bug – 2:01 (musica: Mark Deutrom, Buzz Osborne)
11. Lividity – 9:15

Durata totale: 49:47

## Formazione
- Buzz Osborne - voce, chitarra, e basso
- Mark Deutrom - basso, chitarra e cori
- Dale Crover - batteria, chitarra e cori